# Nicolás Echevarría
Nicolás Echevarría (Nayarit, 8 augustus 1947) is een Mexicaanse filmregisseur en cinematograaf. Sinds 1973 heeft hij meer dan 20 films geregisseerd. Zijn film Cabeza de Vaca uit 1991 werd opgenomen in het 41e Internationale Filmfestival van Berlijn.
Echevarría put in zijn vroege films uit zijn Mexicaanse afkomst. Hij bespreekt zijn waarnemingen van de Mexicaanse spiritualiteit in een interview met Betsy Sussler: "Ik heb met ongeveer tien groepen Indianen in Mexico gewerkt, en wat ik het vaakst ben tegengekomen, en dat geldt voor allemaal, is dit: er zijn twee werelden, de ene behoort tot het dagelijks leven, tot de mens, we staan op, we nemen een douche, we denken na over wat we zullen eten voor het ontbijt, wat we de hele dag zullen doen. Nu is er een andere wereld, die je de Heilige Ruimte zou kunnen noemen." Hij leefde twee jaar met het Huichol-volk en maakte drie films met hen. Echevarría laat een Mexicaanse Sjamaan zien in zijn documentaire María Sabina, mujer espíritu uit 1978.

## Filmografie (selectie)
- María Sabina: mujer espíritu (1978)
- Poetas campesinos (1980)
- Niño Fidencio, el taumaturgo de Espinazo (1981)
- Cabeza de Vaca (1991)
- Vivir mata (2001)
- Eco de la montaña (2014)